# L'Année de la souris
Pour plus de détails, voir Fiche technique et Distribution.
L'Année de la souris (The Year of the Mouse) est un cartoon de Tom et Jerry réalisé par Chuck Jones et Maurice Noble, produit par la Metro-Goldwyn-Mayer sorti en 1965.

## Fiche technique
- Réalisation : Chuck Jones et Maurice Noble

## Musique
- Eugene Poddany